# 노란별수선과
노란별수선과(---水仙科, 학명: Hypoxidaceae 히폭시다케아이[*])는 비짜루목의 과이다.
최근에서야 분류학자들에게 알려진 과이다. 2009년의 APG III 분류 체계(1998년판과 2003년판에서 변하지 않음)는 이 과를 인정하고 있다. 이 과는 모두 6~7개 속에 100~200여 종으로 구성되어 있는 것으로 보고 있다.
이 과 종들은 작거나 중간 크기의 초본식물로, 일종의 알뿌리 또는 뿔리줄기고 변하는, 풀같은 잎과 분간이 잘 안되는 줄기를 지니고 있다. 꽃잎은 꽃줄기 또는 화경(花莖)이라 불리는, 잎이 없는 싹에서 난다. 꽃잎은 3의 배수로 나며, 방사형으로 대칭을 이룬다. 씨방은 밑에 달리며, 일종의 삭과 또는 장과로 발달한다.

## 하위 분류
- 노란별수선속(Hypoxis L.)
- Curculigo Gaertn.
- Empodium Salisb.
- Neofriedmannia Kocyan & Wiland
- Pauridia Harv.
- Rhodohypoxis Nel
- × Rhodoxis B.Mathew
- Sinocurculigo Z.J.Liu, L.J.Chen & K.Wei Liu